# ربه‌کا شویکت
ربه‌کا شویکت (انگلیسی: Rebecca Shoichet؛ تلفظ نام‌خانوادگی: "Shoy-ket"؛ زادهٔ ۱۶ فوریهٔ ۱۹۷۵) یک خواننده، هنرپیشه و صداپیشه اهل کانادا است. از کارهای ان می توان به mylittlepony=friend ship is magic وبه equestria girls و سریال کارتونی توت فرنگی کوچولو نام برد